# 柳州市
柳州市（りゅうしゅうし、拼音: Liŭzhōu）は中華人民共和国の広西チワン族自治区に位置する地級市。

## 地理
柳州市は広西チワン族自治区中部に位置し、桂林市・来賓市・河池市に接する。西江の支流である柳江が流れる。
| 柳州（1991-2017）の気候                   | 柳州（1991-2017）の気候 | 柳州（1991-2017）の気候 | 柳州（1991-2017）の気候 | 柳州（1991-2017）の気候 | 柳州（1991-2017）の気候 | 柳州（1991-2017）の気候 | 柳州（1991-2017）の気候 | 柳州（1991-2017）の気候 | 柳州（1991-2017）の気候 | 柳州（1991-2017）の気候 | 柳州（1991-2017）の気候 | 柳州（1991-2017）の気候 | 柳州（1991-2017）の気候 |
| 月                                        | 1月                     | 2月                     | 3月                     | 4月                     | 5月                     | 6月                     | 7月                     | 8月                     | 9月                     | 10月                    | 11月                    | 12月                    | 年                      |
| ----------------------------------------- | ----------------------- | ----------------------- | ----------------------- | ----------------------- | ----------------------- | ----------------------- | ----------------------- | ----------------------- | ----------------------- | ----------------------- | ----------------------- | ----------------------- | ----------------------- |
| 平均最高気温 °C （°F）                    | 14.2 (57.6)             | 16.7 (62.1)             | 19.4 (66.9)             | 25.5 (77.9)             | 29.6 (85.3)             | 31.7 (89.1)             | 33.4 (92.1)             | 33.5 (92.3)             | 31.9 (89.4)             | 28.1 (82.6)             | 22.9 (73.2)             | 17.4 (63.3)             | 25.36 (77.65)           |
| 日平均気温 °C （°F）                      | 10.6 (51.1)             | 13 (55)                 | 15.8 (60.4)             | 21.6 (70.9)             | 25.4 (77.7)             | 27.7 (81.9)             | 29.1 (84.4)             | 29.1 (84.4)             | 27.4 (81.3)             | 23.4 (74.1)             | 18.2 (64.8)             | 13 (55)                 | 21.19 (70.08)           |
| 平均最低気温 °C （°F）                    | 8.2 (46.8)              | 10.4 (50.7)             | 13.4 (56.1)             | 18.7 (65.7)             | 22.2 (72)               | 24.9 (76.8)             | 26.1 (79)               | 25.9 (78.6)             | 24 (75)                 | 20 (68)                 | 15 (59)                 | 10 (50)                 | 18.23 (64.81)           |
| 降水量 mm （inch）                        | 61.4 (2.417)            | 43.7 (1.72)             | 101.8 (4.008)           | 135.8 (5.346)           | 241 (9.49)              | 330.8 (13.024)          | 187.6 (7.386)           | 174.5 (6.87)            | 81.5 (3.209)            | 53.9 (2.122)            | 58.5 (2.303)            | 47.9 (1.886)            | 1,518.4 (59.781)        |
| % 湿度                                    | 72                      | 73                      | 78                      | 76                      | 75                      | 78                      | 74                      | 73                      | 69                      | 66                      | 68                      | 66                      | 72.3                    |
| 出典：China Meteorological Administration |                         |                         |                         |                         |                         |                         |                         |                         |                         |                         |                         |                         |                         |

## 歴史
前111年（元鼎6年）前漢により鬱林郡に設置された潭中県が行政区画設置の初見である。
621年（武徳4年）、唐朝は南昆州を設置し、馬平・竜城などの5県を管轄した。634年（貞観8年）に南昆州は柳州と改称された。742年（天宝元年）に竜城郡とされたが、758年（乾元元年）に再び柳州と改称された。
五代十国時代になると927年（天成2年）に楚の支配下に置かれ、950年（乾和8年）に南漢の版図とされた。宋代になると柳州は広南西路の管轄とされ馬平・柳城・洛容の3県を管轄した。元代になると1276年（至元13年）に安撫使が設置、1276年（至元16年）には柳州路とされた。明代になると1368年（洪武元年）に柳州府とされ広西行中書省（後に広西承宣布政使司と改称）の管轄とされた。清代になると柳州府は右江道に属したが、1683年（康熙22年）に右江分巡道署に移管された。
中華民国が成立すると1913年（民国2年）の府制廃止に伴い柳州府は廃止された。

## 行政区画
5市轄区・3県・2自治県を管轄下に置く。
- 市轄区：
  - 城中区・魚峰区・柳北区・柳南区・柳江区
- 県：
  - 柳城県・鹿寨県・融安県
- 自治県：
  - 三江トン族自治県・融水ミャオ族自治県

| 柳州市の地図                                                                                          |
| --- |
| 1 魚 峰 区 柳南区 柳北区 柳江区 柳城県 鹿寨県 融安県 融水ミャオ族自治県 三江トン族 · 自治県 1. 城中区 |

### 年表
この節の出典

#### 広西省柳州専区
- 1949年10月1日 - 中華人民共和国広西省柳州専区が成立。柳江県・柳城県・象県・武宣県・融県・雒容県・榴江県・中渡県・三江県・来賓県・遷江県が発足。(11県)
- 1949年12月 (1市10県)
  - 柳江県の一部が分立し、柳州市が発足。
  - 遷江県が武鳴専区に編入。
- 1950年6月 - 柳州市が地級市の柳州市に昇格。(10県)
- 1952年8月11日 - 雒容県・榴江県・中渡県が平楽専区修仁県の一部と合併し、鹿寨県が発足。(8県)
- 1952年8月 - 融県の一部が三江県に編入。(8県)
- 1952年12月9日 - 三江県が桂西チワン族自治区宜山専区に編入。(7県)
- 1953年3月7日 (7県)
  - 鹿寨県の一部が融県・柳城県・象県に分割編入。
  - 柳州市八区の一部が鹿寨県に編入。
  - 来賓県、桂西チワン族自治区宜山専区宜山県の各一部が柳江県に編入。
  - 柳江県の一部が象県に編入。
  - 武宣県の一部が容県専区桂平県に編入。
  - 融県の一部が桂西チワン族自治区宜山専区三江県・羅城県に分割編入。
  - 容県専区貴県、桂西チワン族自治区宜山専区忻城県の各一部が来賓県に編入。
- 1953年3月24日 - 桂林専区永福県の一部が融県に編入。(7県)
- 1953年3月31日 - 融県の一部が桂西チワン族自治区宜山専区羅城県に編入。(7県)
- 1953年4月10日 (7県)
  - 武宣県・象県の各一部が平楽専区茘浦県・蒙山県の各一部、容県専区桂平県・平南県の各一部と合併し、平楽専区大瑶山ヤオ族自治区となる。
  - 融県の一部が桂西チワン族自治区宜山専区羅城県の一部、貴州省都勻専区従江県の一部と合併し、桂西チワン族自治区宜山専区大苗山ミャオ族自治区となる。
- 1953年4月21日 - 鹿寨県の一部が柳江県・象県に分割編入。(7県)
- 1953年4月23日 
  - 鹿寨県が桂林専区に編入。
  - 象県・武宣県・融県・柳城県・来賓県・柳江県が桂西チワン族自治区宜山専区に編入。

#### 広西省柳州市
- 1950年6月 - 柳州専区柳州市が地級市の柳州市に昇格。一区から三区までの区が成立。(3区)
- 1951年10月19日 - 市内行政区域の再編により、一区から八区までの区が成立。(8区)
- 1953年3月7日 - 八区の一部が柳州専区鹿寨県に編入。(8区)
- 1953年5月28日 - 桂林専区鹿寨県の一部が八区に編入。(8区)
- 1953年11月3日 - 三区・四区・五区・六区・七区・八区が二区に編入。(2区)
- 1954年12月31日 - 二区の一部が分立し、三区が発足。(3区)
- 1955年9月2日 - 一区・二区・三区を廃止。(1市)
- 1956年4月27日 - 桂西チワン族自治州宜山地区柳江県の一部を編入。(1市)
- 1957年12月20日 - 広西チワン族自治区の成立により、広西チワン族自治区柳州市となる。

#### 広西チワン族自治区柳州市(第1次)
- 1958年7月25日 - 柳州市が柳州専区に編入。

#### 広西チワン族自治区柳州地区
- 1958年7月19日 - 宜山専区が柳州専区に改称。(12県3自治県)
  - 平楽専区大瑶山ヤオ族自治県を編入。
- 1958年7月25日 - 柳州市、桂林専区鹿寨県を編入。柳州市が県級市に降格。(1市13県3自治県)
- 1958年8月8日 - 柳城県の一部が柳州市に編入。(1市13県3自治県)
- 1958年12月 - 柳城県の一部が柳州市に編入。(1市13県3自治県)
- 1960年5月30日 - 石竜県が象州県に改称。(1市13県3自治県)
- 1961年4月19日 - 来賓県の一部が南寧専区賓陽県に編入。(1市13県3自治県)
- 1961年10月4日 (1市13県3自治県)
  - 桂林専区竜勝各族自治県の一部が三江トン族自治県に編入。
  - 羅城県の一部が宜山県・環江県に分割編入。
- 1961年11月25日 - 柳州市が地級市の柳州市に昇格。(13県3自治県)
- 1962年3月27日 - 象州県の一部が分立し、武宣県が発足。(14県3自治県)
- 1965年5月18日 - 河池県・宜山県・羅城県・環江県・南丹県・天峨県が河池専区に編入。(8県3自治県)
- 1966年4月8日 (8県3自治県)
  - 大瑶山ヤオ族自治県が金秀ヤオ族自治県に改称。
  - 大苗山ミャオ族自治県が融水ミャオ族自治県に改称。
- 1971年 - 柳州専区が柳州地区に改称。(8県3自治県)
- 1981年6月29日 - 来賓県の一部が分立し、合山市が発足。(1市8県3自治県)
- 1983年1月17日 - 柳城県・鹿寨県の各一部が柳州市柳北区に編入。(1市8県3自治県)
- 1983年10月8日 - 柳江県・柳城県が柳州市に編入。(1市6県3自治県)
- 1984年7月17日 - 鹿寨県・象州県の各一部が金秀ヤオ族自治県に編入。(1市6県3自治県)
- 2002年9月29日 - 柳州地区が地級市の来賓市に昇格。
  - 鹿寨県・融安県・融水ミャオ族自治県・三江トン族自治県が柳州市に編入。

#### 広西チワン族自治区柳州市(第2次)
- 1961年11月25日 - 柳州専区柳州市が地級市の柳州市に昇格。(1市)
- 1967年12月 - 郊区を設置。(1区)
- 1969年 - 郊区の一部が分立し、魚峰区・城中区が発足。(3区)
- 1972年 - 魚峰区・城中区が合併し、城区が発足。(2区)
- 1974年 - 城区が郊区に編入。(1区)
- 1979年3月5日 - 郊区が分割され、柳北区・魚峰区・城中区・柳南区・鵞山区が発足。(5区)
- 1979年9月11日 - 鵞山区が柳南区に編入。(4区)
- 1983年1月17日 - 柳州地区柳城県・鹿寨県の各一部が柳北区に編入。(4区)
- 1983年10月8日 - 柳州地区柳江県・柳城県を編入。(4区2県)
- 1984年6月23日 - 柳北区・柳南区・魚峰区の各一部が合併し、郊区が発足。(5区2県)
- 1994年8月29日 - 柳城県の一部が郊区に編入。(5区2県)
- 2002年6月22日 - 郊区が柳北区・魚峰区・柳南区・城中区に分割編入。(4区2県)
- 2002年9月29日 - 柳州地区鹿寨県・融安県・融水ミャオ族自治県・三江トン族自治県を編入。(4区4県2自治県)
- 2011年1月2日 - 鹿寨県の一部が魚峰区に編入。(4区4県2自治県)
- 2016年3月20日 - 柳江県が区制施行し、柳江区となる。(5区3県2自治県)
- 2018年5月25日 - 柳江区の一部が魚峰区に編入。(5区3県2自治県)
- 2019年5月21日 - 柳江区の一部が柳南区に編入。(5区3県2自治県)

## 経済
上汽通用五菱汽車（上海汽車とゼネラルモーターズの合弁会社）の本社および工場が所在する。

## 交通

### 空港
- 柳州白蓮空港

### 鉄道

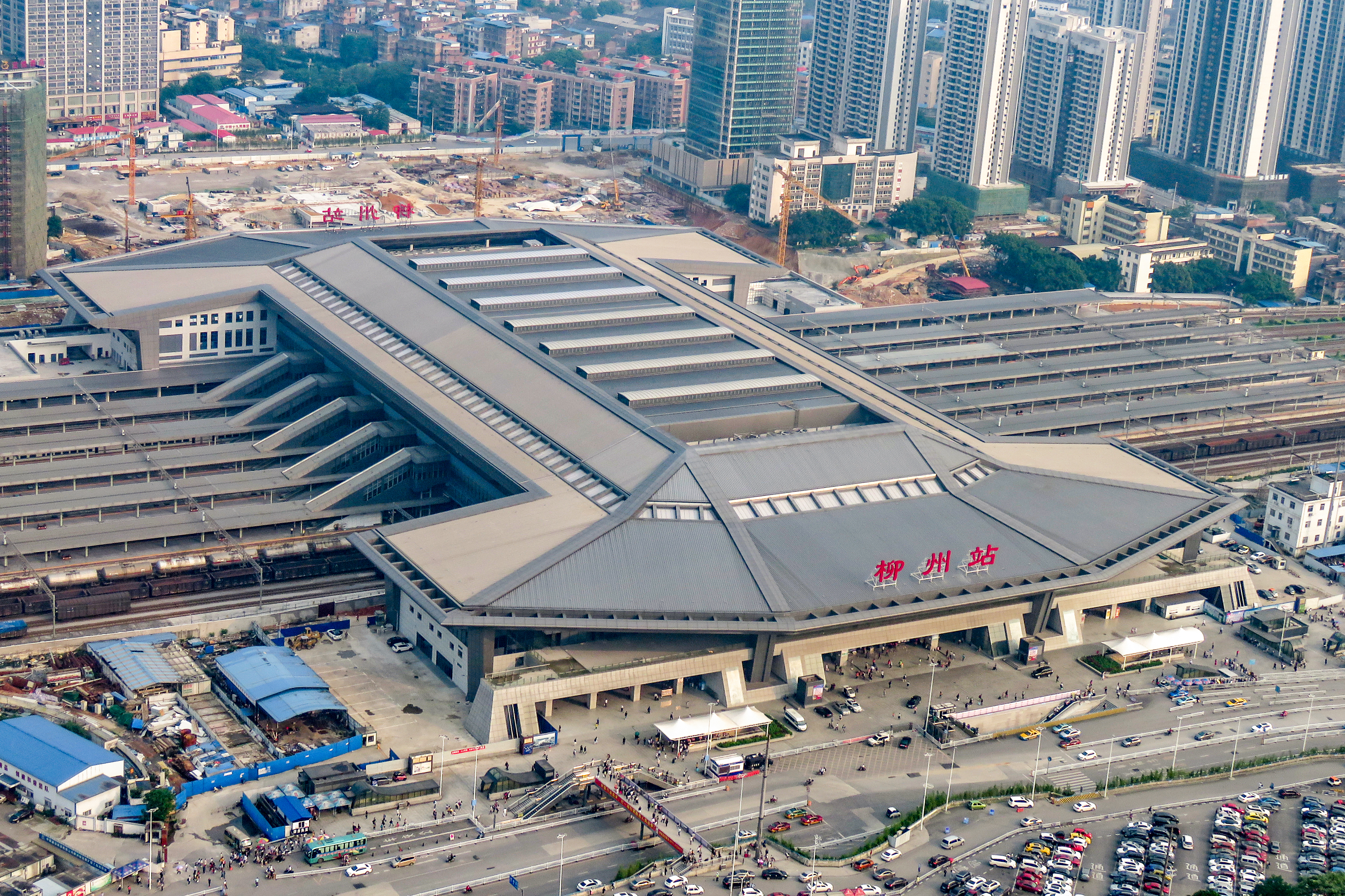
柳州駅駅舎

- 柳州駅
  - 湘桂線（衡陽駅 - 隘口駅）
  - 焦柳線（月山駅 - 柳州駅）
  - 黔桂線（貴陽駅 - 柳州駅）
  - 衡柳線（衡陽駅 - 柳州駅）
  - 柳南旅客専用線（柳州駅 - 南寧駅）

- 三江南駅
  - 貴広旅客専用線（貴陽北駅 - 広州南駅）

### 市内交通
- 柳州軌道交通（建設中）

### 高速道路
- 中国国家高速道路網
  - G72 泉南高速道路（泉州市 - 南寧市）
  - G76 廈蓉高速道路（廈門市 - 成都市）（工事中）
  - G78 汕昆高速道路（汕頭市 - 昆明市）（工事中）

- 広西高速道路網
  - S10 灌三高速道路（灌陽県 - 三江トン族自治県）（計画中）
  - S22 桂河高速道路（桂林市 - 河池市）（工事中）
  - S31 三北高速道路（三江トン族自治県 - 北海市）
  - S42 梧柳高速道路（梧州市 - 柳州市）（工事中）
  - S51 桂南第二高速道路（桂林市 - 南寧市）（計画中）
  - S3101 柳州環城高速道路

## 観光
- 三江トン族自治県
- 柳侯祠

## 健康・医療・衛生
- 柳州市人民医院
- 広西壮族自治区竜潭医院

## 姉妹都市
- モンテンルパ、フィリピン
- シンシナティ、アメリカ合衆国
- パッサウ、ドイツ
- バンドン、インドネシア